# Musée d'Histoire contemporaine
Musée d'Histoire contemporaine (Muzeum soudobých dějin) je muzeum v Paříži. Je umístěno v pařížské Invalidovně v 7. obvodu. Uchovává dokumenty Bibliothèque de documentation internationale contemporaine.

## Historie
V roce 1917 založili manželé Leblancovi sbírku dokumentů týkající se první světové války, kterou věnovali státu. Tím vznikla Bibliothèque et musée de la Guerre (Knihovna a muzeum války) pro výzkum a vzdělávání. V roce 1925 byla instituce umístěna na zámku Vincennes, odkud se v roce 1973 její obrazové sbírky přestěhovaly do Invalidovny jako muzeum, zatímco knihovna se přesunula do Nanterre. V roce 1987 byla instituce přejmenována na Musée d'Histoire contemporaine-BDIC.

## Činnost
Muzeum uchovává zhruba 1,5 miliónu písemných a obrazových dokumentů knihovny BDIC týkající se převážně válek z období od roku 1870 do současnosti. Muzeum je rozděleno do tří oddělení: plakáty; rytiny a originály; fotografie a pohlednice.
Muzeum nemá stálou expozici, ale pořádá dočasné výstavy.